# Hendy Hills
Hendy Hills är en kulle i Antarktis. Den ligger i Östantarktis. Nya Zeeland gör anspråk på området. Toppen på Hendy Hills är 1 400 meter över havet, eller 51 meter över den omgivande terrängen. Bredden vid basen är 1,1 km.
Terrängen runt Hendy Hills är kuperad åt nordväst, men åt sydost är den bergig. Terrängen runt Hendy Hills sluttar söderut.  Trakten är obefolkad. Det finns inga samhällen i närheten. 